# در مقابل خانه شما
در مقابل خانه شما (به هندی: Tere Ghar Ke Samne) فیلمی محصول سال ۱۹۶۳ و به کارگردانی ویجی آناند است. در این فیلم بازیگرانی همچون دو آناند، نوتان، راجیندرا نات، اوم پراکاش، رشید خان ایفای نقش کرده‌اند.